# Erdbeben in Van 2011
Das Erdbeben in Van im Oktober 2011 war ein Erdbeben mit einer Magnitude von 7,1 Mw, das am 23. Oktober den Osten der Türkei in der Nähe der Grenze zu Iran bei der Provinz Van getroffen hat. Das Epizentrum des Bebens, das sich um 13:41 Uhr Ortszeit (10:41 Uhr UTC) ereignete, lag 17 Kilometer nordnordöstlich von Van und 194 Kilometer südwestlich von Jerewan. Das Hypozentrum des Erdbebens wurde vom United States Geological Survey in einer Tiefe von 18 Kilometern angenommen, nach Angaben türkischer Seismologen handelt es sich um ein Erdbeben mit noch geringerer Tiefe.

## Tektonischer Überblick

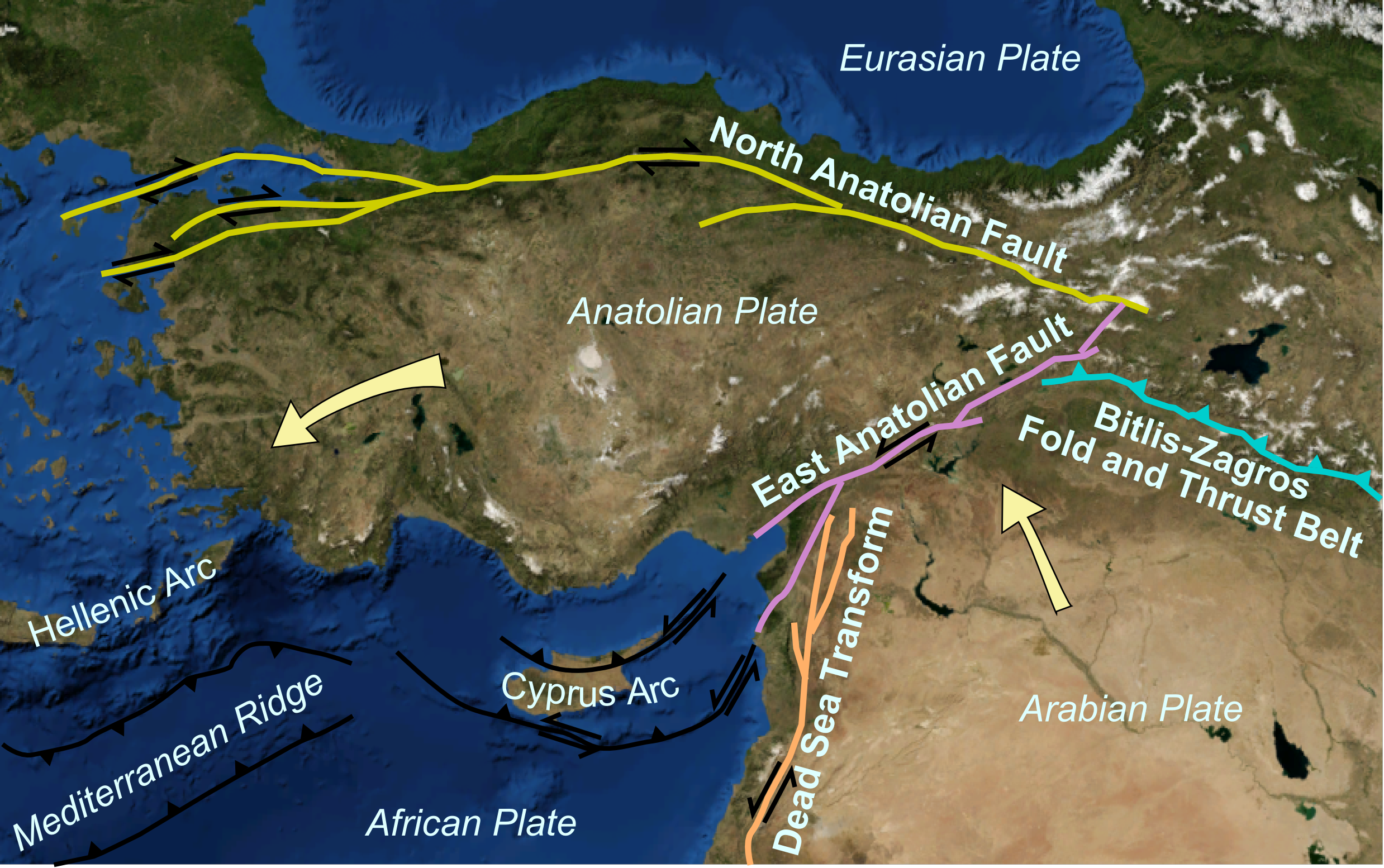
Tektonische Situation

Die Türkei ist ein tektonisch aktives Gebiet, das häufig zerstörerische Erdbeben erfährt. Grob gesehen werden die seismologischen Vorgänge in der Region des Erdbebens vom 23. Oktober durch die Kollision der Arabischen Platte mit der Eurasischen Platte gesteuert, wobei sich die Arabische Platte mit einer Geschwindigkeit von etwa 24 mm/Jahr nach Norden schiebt. Westlich des Erdbebens vom 23. Oktober wird die Tektonik durch Blattverschiebungen an der Ost- bzw. Nordanatolischen Verwerfungszone dominiert. Diese großen Verwerfungssysteme erstrecken sich über einen Großteil der zentralen und westlichen Türkei und nehmen die westliche Bewegung Anatoliens auf, das durch die Konvergenz von Arabischer und Eurasischer Platte zusammengedrückt wird. Die regionale Tektonik wird im Gebiet des Van-Sees und östlich davon dominiert von der Bitlis-Sutur-Zone im Osten der Türkei und dem Falten- und Überschiebungsgürtel des Zagros in Iran. Das Erdbeben vom 23. Oktober ereignete sich in einer ausgedehnten Region der Konvergenz jenseits der anatolischen Blattverschiebungstektonik. Der Herdmechanismus ist konsistent mit den Mechanismen der verzeichneten Verwerfungen in der Region.

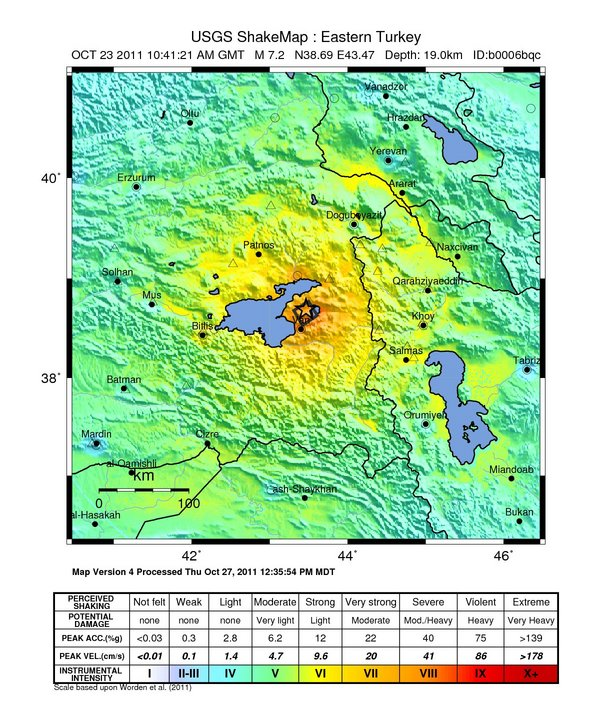
Erdbebenintensität

Am 9. November 2011 ereignete sich einige Kilometer weiter südlich ein Nachbeben der Stärke 5,6 Mw, das weitere Opfer forderte und Schäden anrichtete. Die mit den beiden Beben in Verbindung stehenden Verwerfungen waren bislang noch nicht kartiert.
Das Erdbeben ist nur eines in einer Reihe von mehreren Erdbeben mit hohen Opferzahlen, die sich in den letzten Jahrzehnten in der Türkei ereigneten:
- Das vernichtende Erdbeben von Izmit im Jahr 1999 (M = 7,6) brach einen Abschnitt der Nordanatolischen Verwerfung etwa 1000 km weiter westlich des Erdbebens vom 23. Oktober. Seine Auswirkungen töteten rund 17.000 Menschen, verletzten weitere 50.000 und machten 500.000 obdachlos.
- Etwa 70 km entfernt vom Zentrum des Bebens vom 23. Oktober 2011 ereignete sich am 11. November 1976 ein Erdbeben mit der Magnitude 7,3, dessen Auswirkungen mehrere Dörfer an der Grenze zwischen der Türkei und Iran zerstörten und mehrere Tausend Tote hinterließen.
- 1939 traf ein Erdbeben mit der Magnitude 7,8 die Provinz Erzincan. Damals kamen geschätzte 33.000 Menschen ums Leben.[5]

## Auswirkungen

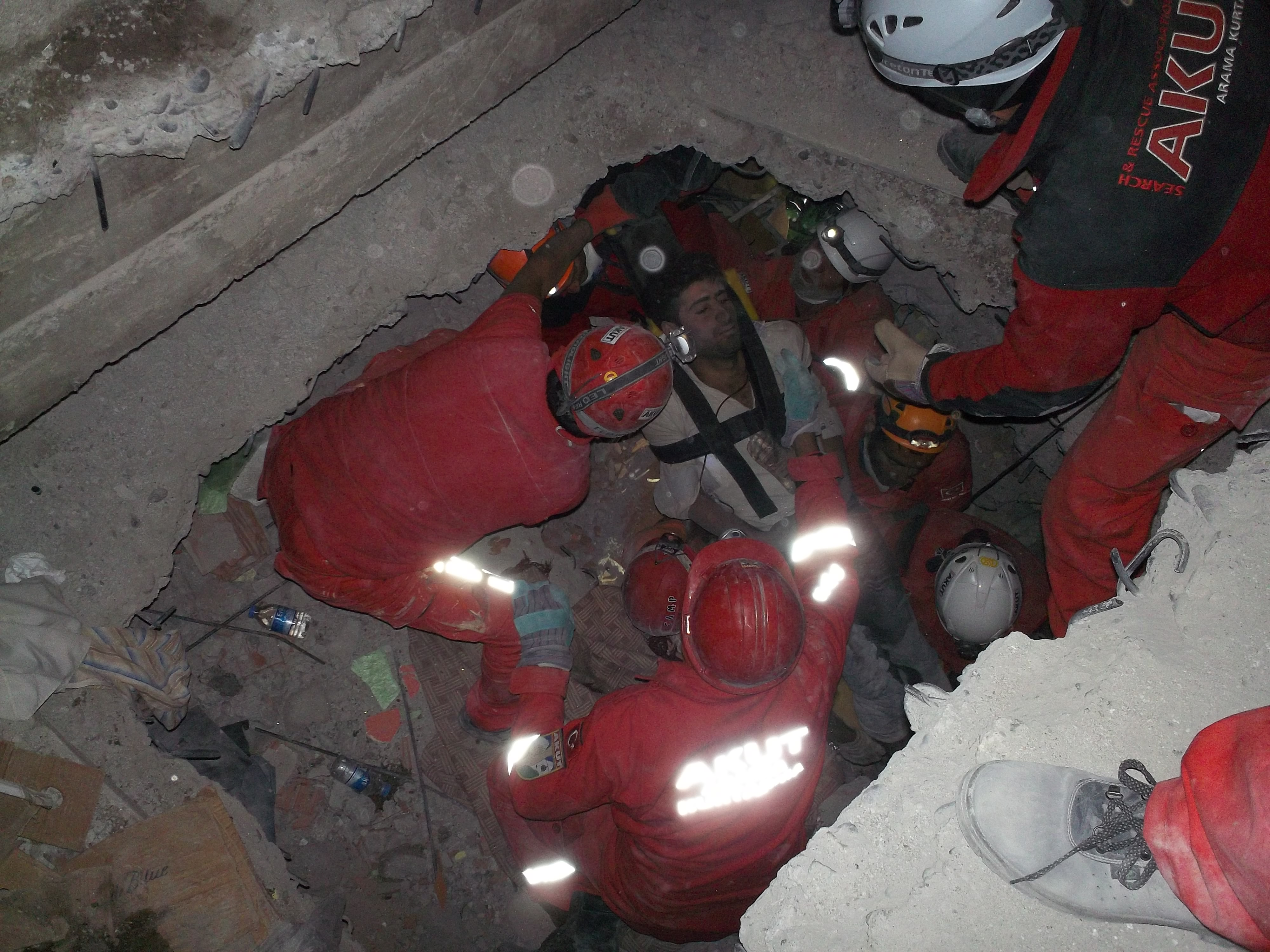
Rettungseinsatz des AKUT Such- und Rettungsvereins. (25. Okt. 2011)

In der betroffenen Region stürzten durch das Erdbeben und die Nachbeben etwa 4000 Häuser ein oder wurden schwer beschädigt. In den Trümmern starben 644 Menschen, davon 604 beim Hauptbeben am 23. Oktober, weitere 40 Menschen kamen beim Nachbeben am 9. November ums Leben. Die Zerstörungen waren insbesondere in der Stadt Erciş sehr gravierend, das Nachbeben richtete schwere Schäden in der Stadt Van an, wo viele durch das Hauptbeben beschädigte Gebäude einstürzten.
Das Hauptbeben war auch noch in weiter entfernten Gebieten zu spüren, etwa in Syrien, im Libanon, im Norden Israels, in Jordanien, Irak, im Nordwesten Irans, in Georgien, Aserbaidschan und Armenien sowie in den an den Kaukasus angrenzenden Gebieten Russlands.
Der türkische Energieminister Taner Yıldız sah sich einmal mehr Fragen und Befürchtungen zum beschlossenen Bau von mehreren Kernkraftwerken ausgesetzt. Zuerst sollte das Kernkraftwerk Akkuyu mit vier Kernreaktoren gebaut werden; dann ein weiteres im Norden am Schwarzen Meer; eventuell noch ein drittes. Yıldız teilte nach dem Erdbeben mit, an den Plänen festzuhalten.
Sechs Monate nach dem Beben verabschiedete das türkische Parlament ein Gesetz, das die Verstärkung bzw. den Neubau von nicht erdbebensicher konstruierten Gebäuden in erdbebengefährdeten Gebieten vorsah.

## Kritik an Behörden
Wieder einmal zeigte sich, wie wichtig erdbebensicheres Bauen ist.

„… kritisieren Experten die weit verbreitete Missachtung von Bauvorschriften und den Mangel an staatlichen Kontrollen. ‚Nicht das Beben tötet‘, sagte Serdar Harp, der Chef des türkischen Bauingenieur-Verbandes, ‚die Gebäude töten‘. Viele Häuser in Van, einer der ärmsten Provinzen der Türkei, sind in den vergangenen Jahren hastig und ohne Beachtung von Vorschriften errichtet worden. Häufig wird minderwertiges Material verwendet, oder es wird am Baustahl gespart, der den Gebäuden Halt geben soll. … Hin und wieder setzen Hausbesitzer auch auf eigene Faust zusätzliche Stockwerke auf bestehende Häuser; ein Architekt oder ein anderer Sachverständiger wird dabei nur selten gefragt. Korrupte Behördenvertreter drücken häufig beide Augen zu. Nach dem Beben … war in Van und in Ercis zu sehen, dass unmittelbar neben völlig zerstörten Wohnhäusern andere Gebäude die Erschütterung ohne erkennbaren Schaden weggesteckt hatten.
Auch in der erdbebengefährdeten Metropole Istanbul sind nach Expertenschätzung Hunderttausende Wohngebäude ohne Rücksicht auf die Erdbebensicherheit gebaut worden. Zahlreiche Naturkatastrophen in den vergangenen Jahren, nicht zuletzt das verheerende Erdbeben von 1999 mit (offiziell) rund 20000 Toten, machten immer wieder deutlich, wie schlecht die Bausubstanz vielerorts ist. Trotz des bemerkenswerten Wirtschaftsbooms der Türkei hat sich daran bis heute nur wenig geändert.“

Viele Menschen klagten über Willkür und Bestechung beim Austeilen der Hilfsgüter und darüber, dass die Türkei erst spät um Hilfe aus dem Ausland bat. Eine am 10. November in Van stattgefundene Demonstration wurde von der Polizei mit Einsatz von Gewalt aufgelöst.

## Gesellschaftliche Auswirkungen
Das Erdbeben in Van ereignete sich zu einer Zeit, als die Kämpfe zwischen der Arbeiterpartei Kurdistans (PKK) und der türkischen Armee an Intensität zugenommen hatten. Am Morgen des 19. Oktober 2011 kamen bei einem Angriff der PKK auf verschiedene türkischen Militärposten in Çukurca an der Grenze zum Irak 24 Sicherheitskräfte ums Leben und 18 wurden verwundet. Der Angriff war der verlustreichste für die türkische Armee seit 1993. Als direkte Reaktion darauf drangen türkische Kommandoeinheiten in Bataillonsstärke in den Nordirak ein. Des Weiteren wurden in der Türkei und im Ausland Demonstrationen gegen die PKK gehalten. Durch diese Spannung konnte man dann in den Medien Kommentare lesen, die das Erdbeben als Vergeltung oder Gottes Rache ansahen. Auch wurde anderen kurdisch besiedelten Städten wie Diyarbakır und Şırnak ein gleiches Schicksal gewünscht. Besondere Aufregung erregte die Nachrichtensprecherin Duygu Canbaş und die Moderatorin Müge Anlı. Duygu Canbaş sagte:

“Türkiye bugün bir başka acı haberle […] sarsıldı. Tüm Türkiye. Her ne kadar doğusundan, Van’dan gelmiş olsa da bu haber, hepimizi gerçekten derinden sarstı ve üzdü.”

„Heute wurde die Türkei von einer anderen schmerzlichen Nachricht […] erschüttert. Die gesamte Türkei. Obwohl diese Nachricht aus ihrem Osten, aus Van kam, hat sie uns alle wirklich tief erschüttert und in Traurigkeit versetzt.“

Müge Anlı sagte während ihrer Sendung am darauffolgenden Montag in belehrendem Wortlaut:

„Die Polizei, die bei jeder Gelegenheit von kleinen Kindern mit Steinen beworfen wird, war sofort vor Ort und hat Hilfe geleistet. Die Hände, die sie mit Steinen bewerfen, sollen brechen. Wenn wir Lust dazu haben, werfen wir auf Sicherheitskräfte mit Steinen, als ob wir Vögel jagen wollen, oder wir erschießen sie in den Bergen. Und wenn dann auf einmal was passiert, wollen wir, dass das Militär, die Polizei zur Hilfe eilt. So einfach ist das nicht. Jeder soll sich seinen Grenzen bewusst sein.“

Die Fernsehaufsichtsbehörde RTÜK erwog Strafen wegen Volksverhetzung. Gegen diese einzelnen Meinungen protestierten alle politischen Parteien und riefen zu Brüderlichkeit und Hilfe auf. Es wurden viele private Hilfslieferungen und Lieferungen von karitativen Organisationen nach Van und Erciş geschickt.
Zwölf Fernsehsender wie Kanal D, Star TV und NTV und drei Radiosender veranstalteten am 26. Oktober unter dem Slogan „Van İçin Tek Yürek“ (Für Van ein Herz) einen gemeinsamen Spendenmarathon. Der Sender Samanyolu TV organisierte mit dem Motto „Kardeşlik Zamanı“ (Zeit der Brüderlichkeit) eine eigene Spendenaufruf. Van İçin Tek Yürek sammelte 62 Mio. TL und Kardeşlik Zamanı 65 Mio. TL auf.

## Internationale Hilfe
Mehrere Staaten, darunter auch die Bundesrepublik Deutschland, leisteten Katastrophenhilfe. Ungeachtet der Finanzkrise bot Griechenland dem türkischen Nachbarn „jede mögliche Hilfe“ an. (Die ehemals verfeindeten Staaten Griechenland und Türkei kamen sich bereits durch die gegenseitige Erdbebenhilfe von 1999 näher.)